# 1000 (число)
1000 (тисяча, одна тисяча) — натуральне число між 999 і 1001. В міжнародній системі одиниць (SI) числу відповідають префікси: кіло — для тисячі (103) і мілі для однієї тисячної (10−3).

## Дати
- 1000 рік до н.е.
- 1000 рік

## Військова справа
- Тисяча

## Інше
- 1 кілометр дорівнює 1000 метрів.
- 1 тонна дорівнює 1000 кілограмів.